# Primera División de España 1991-92
La temporada 1991/92 de la Primera División de España de fútbol corresponde a la 61.ª edición del campeonato. Comenzó el 31 de agosto de 1991 y terminó el 7 de junio de 1992. 
El F.C. Barcelona revalidó el título de la temporada anterior e hizo doblete al conquistar su primera Liga de Campeones.

## Clubes participantes
Tomaron parte en el torneo veinte clubes, entre ellos un debutante, el Albacete Balompié, que se convirtió en el 50.º equipo en jugar en la Primera División de España.
| Equipo                           | Ciudad                 | Estadio                   |
| -------------------------------- | ---------------------- | ------------------------- |
| Albacete Balompié                | Albacete               | Carlos Belmonte           |
| Athletic Club                    | Bilbao                 | San Mamés                 |
| Club Atlético de Madrid          | Madrid                 | Vicente Calderón          |
| Fútbol Club Barcelona            | Barcelona              | Camp Nou                  |
| Real Burgos Club de Fútbol       | Burgos                 | El Plantío                |
| Cádiz Club de Fútbol             | Cádiz                  | Ramón de Carranza         |
| Real Club Deportivo de La Coruña | La Coruña              | Riazor                    |
| Real Club Deportivo Español      | Barcelona              | Sarrià                    |
| Club Deportivo Logroñés          | Logroño                | Las Gaunas                |
| Real Club Deportivo Mallorca     | Palma de Mallorca      | Lluís Sitjar              |
| Club Atlético Osasuna            | Pamplona               | El Sadar                  |
| Real Oviedo Club de Fútbol       | Oviedo                 | Carlos Tartiere           |
| Real Madrid Club de Fútbol       | Madrid                 | Santiago Bernabeu         |
| Real Sociedad de Fútbol          | San Sebastián          | Atocha                    |
| Sevilla Fútbol Club              | Sevilla                | Ramón Sánchez Pizjuán     |
| Real Sporting de Gijón           | Gijón                  | El Molinón                |
| Club Deportivo Tenerife          | Santa Cruz de Tenerife | Heliodoro Rodríguez López |
| Valencia Club de Fútbol          | Valencia               | Mestalla                  |
| Real Valladolid Deportivo        | Valladolid             | Nuevo José Zorrilla       |
| Real Zaragoza Club Deportivo     | Zaragoza               | La Romareda               |

### Conversión a SAD
Antes de iniciarse el campeonato, el 5 de julio de 1991, el Gobierno español aprobó un Real Decreto que obligaba a convertirse en sociedad anónima deportiva a todos los clubes de la categoría con números rojos en sus balances en los últimos cinco ejercicios. El Decreto preveía la exclusión de la LFP de aquellos clubes que no lograsen su reconversión durante la presente temporada, fijándose como fecha límite para ello el 18 de junio de 1992.

## Sistema de competición
La Primera División de España 1991/92 fue organizada por la Liga Nacional de Fútbol Profesional (LFP).
Como en temporadas precedentes, constaba de un grupo único integrado por veinte clubes de toda la geografía española. Siguiendo un sistema de liga, los veinte equipos se enfrentaron todos contra todos en dos ocasiones -una en campo propio y otra en campo contrario- sumando un total de 38 jornadas. El orden de los encuentros se decidió por sorteo antes de empezar la competición.
La clasificación final se estableció con arreglo a los puntos obtenidos en cada enfrentamiento, a razón de dos por partido ganado, uno por empatado y ninguno en caso de derrota. Los mecanismos para desempatar la clasificación, si al finalizar el campeonato dos equipos igualaban a puntos, fueron los siguientes:
1. El que tuviera una mayor diferencia entre goles a favor y en contra en los enfrentamientos entre ambos.
2. Si persiste el empate, el que tuviera la mayor la diferencia de goles a favor y en contra en todos los encuentros del campeonato.

En caso de empate a puntos entre tres o más clubes, los sucesivos mecanismos de desempate previstos por el reglamento fueron los siguientes: 
1. La mejor puntuación de la que a cada uno corresponda a tenor de los resultados de los partidos jugados entre sí por los clubes implicados.
2. La mayor diferencia de goles a favor y en contra, considerando únicamente los partidos jugados entre sí por los clubes implicados.
3. La mayor diferencia de goles a favor y en contra teniendo en cuenta todos los encuentros del campeonato.
4. El mayor número de goles a favor teniendo en cuenta todos los encuentros del campeonato.

### Efectos de la clasificación
El equipo que más puntos sumó al final del campeonato fue proclamado campeón de liga y obtuvo el derecho automático a participar en la siguiente edición de la Liga de Campeones de la UEFA. Por su parte, el campeón de la Copa del Rey se clasificó para disputar la siguiente edición de la Recopa de Europa. 
Los cuatro equipos mejor calificados, al margen de los clasificados para la Copa de Europa y la Recopa, obtuvieron una plaza para la próxima edición de la Copa de la UEFA. 
Los dos últimos clasificados de la Primera División 1992/93 descendieron a Segunda División, siendo reemplazados la próxima temporada por el campeón y el subcampeón de dicha categoría. Por su parte, los clasificados en los puestos 17.º y 18.º disputaron una promoción de permanencia con el tercer y cuarto clasificado de Segunda. Esta promoción se disputó por eliminación directa en partidos de ida y vuelta.

### Inscripción de futbolistas
A pesar de sus reticiencias, la asamblea de la Real Federación Española de Fútbol aprobó, a instancias de la LFP, la ampliación del cupo de tres a cuatro jugadores extranjeros -sin nacionalidad española- por equipo, aunque no pudiendo alinearse simultáneamente más de tres.

## Clasificación

### Clasificación final
| Pos. | Equipo              | Pts. | PJ | G  | E  | P  | GF | GC | Dif. | Clasificación 1992-93                          |
| ---- | ------------------- | ---- | -- | -- | -- | -- | -- | -- | ---- | ---------------------------------------------- |
| 1    | Barcelona (C)       | 55   | 38 | 23 | 9  | 6  | 87 | 37 | +50  | Primera ronda de la Liga de Campeones          |
| 2    | Real Madrid         | 54   | 38 | 23 | 8  | 7  | 78 | 32 | +46  | Treintaidosavos de final de la Copa de la UEFA |
| 3    | Atlético de Madrid  | 53   | 38 | 24 | 5  | 9  | 67 | 35 | +32  | Dieciseisavos de final de la Recopa de Europa  |
| 4    | Valencia            | 47   | 38 | 20 | 7  | 11 | 63 | 42 | +21  | Treintaidosavos de final de la Copa de la UEFA |
| 5    | Real Sociedad       | 44   | 38 | 16 | 12 | 10 | 44 | 38 | +6   | Treintaidosavos de final de la Copa de la UEFA |
| 6    | Real Zaragoza       | 41   | 38 | 17 | 7  | 14 | 40 | 41 | −1   | Treintaidosavos de final de la Copa de la UEFA |
| 7    | Albacete            | 40   | 38 | 16 | 8  | 14 | 45 | 47 | −2   |                                                |
| 8    | Sporting de Gijón   | 38   | 38 | 15 | 8  | 15 | 37 | 43 | −6   |                                                |
| 9    | Real Burgos         | 37   | 38 | 12 | 13 | 13 | 40 | 43 | −3   |                                                |
| 10   | Logroñés            | 36   | 38 | 13 | 10 | 15 | 36 | 51 | −15  |                                                |
| 11   | Real Oviedo         | 36   | 38 | 14 | 8  | 16 | 41 | 46 | −5   |                                                |
| 12   | Sevilla             | 34   | 38 | 13 | 8  | 17 | 48 | 45 | +3   |                                                |
| 13   | Tenerife            | 34   | 38 | 12 | 10 | 16 | 46 | 50 | −4   |                                                |
| 14   | Athletic Club       | 33   | 38 | 13 | 7  | 18 | 38 | 58 | −20  |                                                |
| 15   | Osasuna             | 33   | 38 | 10 | 13 | 15 | 30 | 40 | −10  |                                                |
| 16   | Espanyol            | 32   | 38 | 12 | 8  | 18 | 43 | 60 | −17  |                                                |
| 17   | Deportivo La Coruña | 31   | 38 | 8  | 15 | 15 | 37 | 48 | −11  | Promoción por la permanencia                   |
| 18   | Cádiz               | 28   | 38 | 7  | 14 | 17 | 32 | 55 | −23  | Promoción por la permanencia                   |
| 19   | Real Valladolid (D) | 27   | 38 | 7  | 13 | 18 | 31 | 53 | −22  | Descenso de categoría                          |
| 20   | Mallorca (D)        | 27   | 38 | 10 | 7  | 21 | 30 | 49 | −19  | Descenso de categoría                          |

 Fuente: BDFutbol

### Evolución de la clasificación
| Equipo / Jornada | 1  | 2  | 3  | 4  | 5  | 6  | 7  | 8  | 9  | 10 | 11 | 12 | 13 | 14 | 15 | 16 | 17 | 18 | 19 | 20 | 21 | 22 | 23 | 24 | 25 | 26 | 27 | 28 | 29 | 30 | 31 | 32 | 33 | 34 | 35 | 36 | 37 | 38 |
| Equipo / Jornada |    |    |    |    |    |    |    |    |    |    |    |    |    |    |    |    |    |    |    |    |    |    |    |    |    |    |    |    |    |    |    |    |    |    |    |    |    |    |
| ---------------- | -- | -- | -- | -- | -- | -- | -- | -- | -- | -- | -- | -- | -- | -- | -- | -- | -- | -- | -- | -- | -- | -- | -- | -- | -- | -- | -- | -- | -- | -- | -- | -- | -- | -- | -- | -- | -- | -- |
| Barcelona        | 4  | 8  | 5  | 8  | 10 | 13 | 8  | 7  | 7  | 6  | 5  | 5  | 3  | 3  | 3  | 3  | 2  | 2  | 2  | 2  | 2  | 2  | 2  | 2  | 2  | 2  | 2  | 2  | 2  | 2  | 2  | 2  | 3  | 3  | 2  | 2  | 2  | 1  |
| Real Madrid      | 8  | 4  | 3  | 2  | 1  | 2  | 1  | 1  | 1  | 1  | 1  | 1  | 1  | 1  | 1  | 1  | 1  | 1  | 1  | 1  | 1  | 1  | 1  | 1  | 1  | 1  | 1  | 1  | 1  | 1  | 1  | 1  | 1  | 1  | 1  | 1  | 1  | 2  |
| At. Madrid       | 2  | 2  | 1  | 1  | 2  | 1  | 2  | 2  | 2  | 2  | 2  | 2  | 2  | 2  | 2  | 2  | 3  | 5  | 6  | 6  | 4  | 3  | 3  | 3  | 3  | 3  | 3  | 3  | 3  | 3  | 3  | 3  | 2  | 2  | 3  | 3  | 3  | 3  |
| Valencia         | 6  | 9  | 12 | 7  | 5  | 5  | 10 | 9  | 8  | 7  | 8  | 7  | 8  | 8  | 7  | 5  | 5  | 4  | 4  | 3  | 3  | 4  | 4  | 5  | 5  | 4  | 4  | 4  | 4  | 4  | 4  | 4  | 4  | 4  | 4  | 4  | 4  | 4  |
| R. Sociedad      | 19 | 16 | 18 | 19 | 20 | 18 | 19 | 16 | 15 | 11 | 10 | 10 | 13 | 11 | 11 | 11 | 11 | 10 | 10 | 10 | 10 | 9  | 10 | 10 | 8  | 6  | 6  | 6  | 6  | 6  | 6  | 5  | 6  | 5  | 5  | 5  | 5  | 5  |
| Zaragoza         | 9  | 10 | 14 | 10 | 12 | 11 | 6  | 5  | 5  | 4  | 6  | 6  | 5  | 4  | 4  | 4  | 4  | 3  | 3  | 4  | 5  | 6  | 7  | 6  | 6  | 8  | 9  | 7  | 9  | 7  | 8  | 7  | 7  | 7  | 8  | 6  | 6  | 6  |
| Albacete         | 18 | 11 | 7  | 11 | 13 | 8  | 13 | 13 | 16 | 12 | 12 | 12 | 10 | 10 | 10 | 9  | 8  | 7  | 7  | 5  | 6  | 5  | 5  | 4  | 4  | 5  | 5  | 5  | 5  | 5  | 5  | 6  | 5  | 6  | 6  | 7  | 7  | 7  |
| Sporting         | 7  | 3  | 6  | 4  | 7  | 6  | 4  | 4  | 4  | 3  | 3  | 3  | 4  | 6  | 8  | 7  | 9  | 8  | 8  | 7  | 7  | 7  | 6  | 7  | 7  | 9  | 10 | 8  | 7  | 8  | 9  | 10 | 9  | 9  | 9  | 9  | 9  | 8  |
| Burgos           | 16 | 7  | 11 | 5  | 3  | 3  | 3  | 3  | 3  | 5  | 4  | 4  | 6  | 5  | 6  | 6  | 7  | 9  | 9  | 9  | 9  | 8  | 9  | 8  | 10 | 7  | 8  | 10 | 11 | 10 | 10 | 9  | 8  | 8  | 7  | 8  | 8  | 9  |
| Logroñés         | 20 | 13 | 8  | 13 | 9  | 7  | 11 | 11 | 9  | 10 | 11 | 13 | 12 | 14 | 15 | 12 | 12 | 13 | 13 | 11 | 13 | 11 | 11 | 11 | 11 | 11 | 11 | 11 | 10 | 11 | 11 | 11 | 11 | 12 | 10 | 11 | 10 | 10 |
| Oviedo           | 11 | 6  | 4  | 6  | 4  | 4  | 9  | 8  | 10 | 9  | 9  | 9  | 9  | 9  | 9  | 10 | 10 | 11 | 11 | 12 | 11 | 12 | 12 | 13 | 14 | 12 | 14 | 12 | 13 | 12 | 12 | 12 | 12 | 11 | 12 | 10 | 12 | 11 |
| Sevilla          | 3  | 1  | 2  | 3  | 6  | 10 | 5  | 6  | 6  | 8  | 7  | 8  | 7  | 7  | 5  | 8  | 6  | 6  | 5  | 8  | 8  | 10 | 8  | 9  | 9  | 10 | 7  | 9  | 8  | 9  | 7  | 8  | 10 | 10 | 11 | 12 | 11 | 12 |
| Tenerife         | 1  | 5  | 10 | 14 | 15 | 15 | 15 | 18 | 13 | 15 | 15 | 15 | 18 | 16 | 16 | 13 | 15 | 16 | 16 | 16 | 16 | 16 | 13 | 12 | 13 | 15 | 13 | 14 | 15 | 16 | 15 | 14 | 15 | 14 | 15 | 14 | 15 | 13 |
| Athletic         | 17 | 20 | 20 | 17 | 18 | 19 | 20 | 17 | 19 | 19 | 17 | 14 | 14 | 15 | 14 | 16 | 14 | 15 | 15 | 14 | 12 | 13 | 14 | 14 | 12 | 14 | 12 | 13 | 12 | 14 | 14 | 15 | 14 | 16 | 14 | 16 | 14 | 14 |
| Osasuna          | 5  | 12 | 9  | 12 | 8  | 12 | 7  | 10 | 11 | 13 | 13 | 11 | 11 | 12 | 13 | 15 | 16 | 14 | 14 | 15 | 15 | 15 | 16 | 16 | 15 | 16 | 16 | 16 | 14 | 13 | 13 | 13 | 13 | 13 | 13 | 13 | 13 | 15 |
| Español          | 10 | 15 | 17 | 16 | 17 | 17 | 18 | 20 | 18 | 17 | 18 | 20 | 20 | 20 | 20 | 20 | 20 | 20 | 20 | 20 | 20 | 20 | 20 | 19 | 19 | 18 | 18 | 17 | 18 | 15 | 17 | 16 | 16 | 15 | 16 | 15 | 16 | 16 |
| Deportivo        | 13 | 14 | 15 | 15 | 11 | 9  | 12 | 14 | 17 | 18 | 19 | 18 | 16 | 13 | 12 | 14 | 13 | 12 | 12 | 13 | 14 | 14 | 15 | 15 | 16 | 13 | 15 | 15 | 16 | 17 | 16 | 17 | 17 | 17 | 17 | 17 | 17 | 17 |
| Cádiz            | 15 | 18 | 13 | 9  | 14 | 16 | 14 | 15 | 14 | 16 | 16 | 16 | 15 | 17 | 17 | 17 | 18 | 18 | 18 | 17 | 17 | 17 | 18 | 17 | 18 | 19 | 19 | 20 | 19 | 19 | 19 | 20 | 19 | 20 | 19 | 18 | 18 | 18 |
| Valladolid       | 14 | 19 | 19 | 20 | 19 | 20 | 17 | 12 | 12 | 14 | 14 | 17 | 17 | 18 | 18 | 18 | 17 | 17 | 17 | 19 | 18 | 18 | 17 | 18 | 17 | 17 | 17 | 18 | 17 | 18 | 18 | 18 | 18 | 18 | 18 | 19 | 20 | 19 |
| Mallorca         | 12 | 17 | 16 | 18 | 16 | 14 | 16 | 19 | 20 | 20 | 20 | 19 | 19 | 19 | 19 | 19 | 19 | 19 | 19 | 18 | 19 | 19 | 19 | 20 | 20 | 20 | 20 | 19 | 20 | 20 | 20 | 19 | 20 | 19 | 20 | 20 | 19 | 20 |

### Promoción de permanencia
| Ida:                   |     |             |
| Deportivo de La Coruña | 2-1 | Betis       |
| Cádiz CF               | 2-0 | UE Figueres |

| Vuelta:     |     |                        |            |
| Betis       | 0-0 | Deportivo de La Coruña | Global:1-2 |
| UE Figueres | 1-1 | Cádiz CF               | Global:1-3 |

## Resultados
| Local \ Visitante         | ALB | ATH | ATM | BAR | CAD | DEP | ESP | LOG | MLL | OSA | OVI | RBU | RMA | RSO | SEV | SPO | TEN | VAL | VLD | ZAR |
| ------------------------- | --- | --- | --- | --- | --- | --- | --- | --- | --- | --- | --- | --- | --- | --- | --- | --- | --- | --- | --- | --- |
| Albacete Balompié         | —   | 4–0 | 3–1 | 1–1 | 0–1 | 3–0 | 3–2 | 2–0 | 1–0 | 1–0 | 2–0 | 1–0 | 1–3 | 0–1 | 0–0 | 0–2 | 1–1 | 1–0 | 3–1 | 1–1 |
| Athletic Club             | 1–0 | —   | 3–2 | 0–2 | 3–1 | 0–0 | 0–2 | 1–2 | 2–0 | 2–1 | 0–0 | 0–0 | 1–4 | 2–1 | 0–2 | 2–0 | 3–1 | 2–3 | 2–0 | 1–0 |
| Atlético de Madrid        | 4–1 | 3–1 | —   | 2–2 | 5–1 | 1–2 | 3–0 | 2–1 | 3–0 | 1–0 | 3–1 | 2–0 | 2–0 | 5–1 | 0–3 | 2–1 | 1–0 | 1–0 | 5–1 | 2–1 |
| F. C. Barcelona           | 7–1 | 2–0 | 1–0 | —   | 4–1 | 4–1 | 4–3 | 1–0 | 3–0 | 2–0 | 1–2 | 1–1 | 1–1 | 2–0 | 1–0 | 1–1 | 5–3 | 3–1 | 2–1 | 3–1 |
| Cádiz C. F.               | 1–1 | 1–0 | 1–1 | 0–2 | —   | 1–0 | 2–1 | 2–0 | 1–3 | 2–2 | 3–1 | 0–2 | 0–1 | 0–0 | 1–1 | 1–1 | 0–0 | 2–0 | 0–0 | 0–0 |
| R. C. Deportivo La Coruña | 2–2 | 0–0 | 1–1 | 0–4 | 1–1 | —   | 2–2 | 2–2 | 1–0 | 0–0 | 0–0 | 2–2 | 0–3 | 0–0 | 3–1 | 5–2 | 1–1 | 0–1 | 1–0 | 3–0 |
| R. C. D. Español          | 2–0 | 2–0 | 1–2 | 0–4 | 3–1 | 0–3 | —   | 3–0 | 3–2 | 3–2 | 0–1 | 0–0 | 1–5 | 2–0 | 1–1 | 2–0 | 2–2 | 0–0 | 0–2 | 1–0 |
| C. D. Logroñés            | 1–1 | 0–1 | 1–0 | 2–2 | 2–1 | 2–1 | 2–1 | —   | 2–1 | 0–0 | 2–0 | 1–2 | 1–0 | 1–1 | 1–0 | 0–0 | 2–0 | 0–0 | 0–0 | 0–2 |
| R. C. D. Mallorca         | 0–1 | 1–2 | 0–2 | 1–2 | 1–0 | 4–2 | 1–0 | 2–1 | —   | 1–1 | 2–1 | 2–2 | 0–0 | 2–1 | 1–0 | 0–1 | 0–2 | 0–1 | 1–1 | 0–1 |
| C. A. Osasuna             | 2–0 | 1–1 | 1–1 | 0–0 | 1–0 | 0–1 | 0–1 | 3–0 | 1–0 | —   | 1–0 | 1–1 | 1–1 | 1–0 | 1–0 | 0–2 | 2–0 | 0–1 | 1–1 | 1–0 |
| Real Oviedo C. F.         | 0–1 | 1–1 | 0–1 | 0–2 | 2–1 | 2–1 | 1–0 | 2–3 | 0–0 | 3–1 | —   | 3–1 | 1–0 | 2–0 | 1–0 | 1–0 | 2–0 | 2–2 | 2–1 | 2–1 |
| Real Burgos C. F.         | 3–1 | 2–0 | 1–1 | 2–2 | 1–1 | 0–0 | 2–1 | 2–0 | 0–0 | 4–0 | 1–0 | —   | 0–2 | 0–1 | 1–0 | 0–1 | 3–1 | 2–1 | 1–0 | 0–1 |
| Real Madrid C. F.         | 2–1 | 5–0 | 3–2 | 1–1 | 1–1 | 1–0 | 7–0 | 3–0 | 2–0 | 5–2 | 0–0 | 2–0 | —   | 4–1 | 3–1 | 1–0 | 2–1 | 2–1 | 1–0 | 2–0 |
| Real Sociedad             | 0–1 | 2–0 | 0–2 | 2–1 | 1–0 | 1–1 | 1–1 | 4–0 | 1–0 | 0–0 | 2–1 | 4–0 | 2–2 | —   | 2–1 | 0–0 | 1–0 | 3–1 | 1–0 | 0–0 |
| Sevilla F. C.             | 3–0 | 1–2 | 0–1 | 4–2 | 0–0 | 0–0 | 2–1 | 0–1 | 2–0 | 1–0 | 1–1 | 3–2 | 1–0 | 2–2 | —   | 2–1 | 4–1 | 2–3 | 2–1 | 3–0 |
| Sporting de Gijón         | 0–2 | 3–2 | 0–1 | 2–1 | 2–1 | 1–0 | 3–0 | 1–1 | 2–0 | 1–0 | 1–0 | 0–0 | 1–4 | 0–1 | 2–1 | —   | 1–1 | 0–3 | 1–0 | 1–2 |
| C. D. Tenerife            | 2–3 | 4–1 | 0–1 | 2–1 | 3–1 | 1–0 | 0–1 | 3–0 | 0–1 | 0–0 | 1–0 | 4–1 | 3–2 | 0–0 | 4–1 | 0–0 | —   | 2–1 | 0–0 | 1–0 |
| Valencia C. F.            | 1–1 | 3–1 | 2–0 | 1–0 | 4–0 | 2–1 | 1–0 | 1–1 | 1–1 | 1–2 | 6–3 | 1–1 | 2–1 | 1–2 | 3–2 | 3–1 | 1–0 | —   | 3–1 | 0–1 |
| Real Valladolid           | 1–0 | 1–1 | 0–1 | 0–6 | 2–2 | 2–0 | 0–0 | 1–2 | 2–1 | 1–1 | 1–1 | 2–0 | 2–1 | 2–2 | 1–0 | 0–1 | 2–2 | 1–4 | —   | 0–0 |
| Real Zaragoza             | 1–0 | 1–0 | 1–0 | 0–4 | 3–0 | 1–0 | 1–1 | 3–2 | 1–2 | 2–0 | 3–2 | 1–0 | 1–1 | 1–3 | 1–1 | 3–1 | 3–0 | 0–3 | 2–0 | —   |

## Máximos goleadores (Trofeo Pichichi)
Manolo, del Atlético de Madrid logró el trofeo del Diario Marca al máximo goleador de la Primera División.

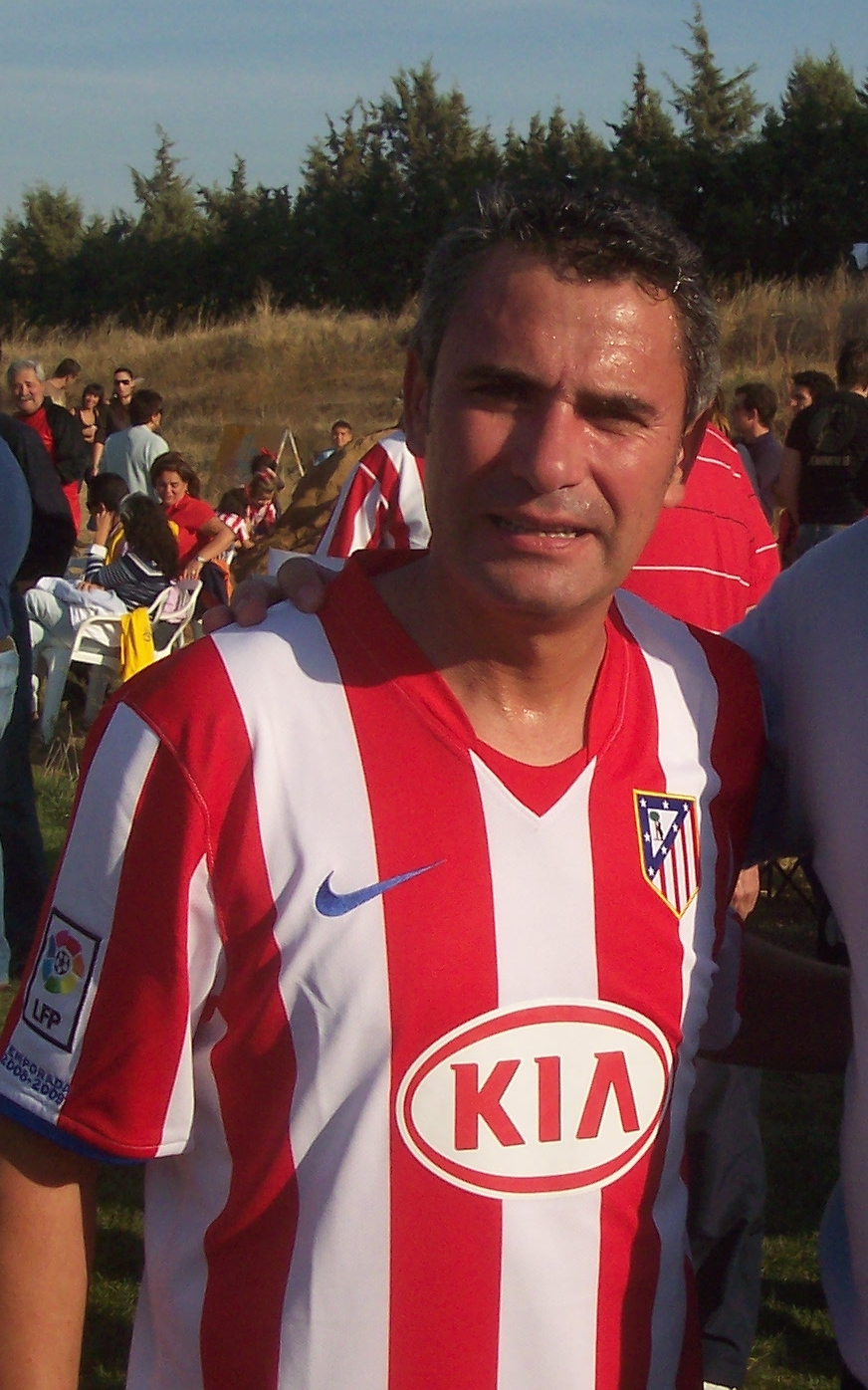
Manolo

| Pos. | Jugador                  | Equipo              | Goles |
| ---- | ------------------------ | ------------------- | ----- |
| 1º   | Manuel Sánchez, 'Manolo' | Atlético de Madrid  | 27    |
| 2.º  | Fernando Hierro          | Real Madrid         | 21    |
| 3.º  | Hristo Stoichkov         | F. C. Barcelona     | 17    |
| 4.º  | Ronald Koeman            | F. C. Barcelona     | 16    |
| 5.º  | Juan Antonio Pizzi       | CD Tenerife         | 15    |
| 6.º  | Emilio Butragueño        | Real Madrid         | 14    |
|      | Gregorio Fonseca         | Real Valladolid     | 14    |
|      | Anton Polster            | CD Logroñés         | 14    |
| 9.º  | Meho Kodro               | Real Sociedad       | 13    |
|      | Michael Laudrup          | F. C. Barcelona     | 13    |
|      | Luboslav Penev           | Valencia CF         | 13    |
|      | José Luis Zalazar        | Albacete Balompié   | 13    |
| 10.º | Iván Zamorano            | Sevilla Fútbol Club | 12    |

## Otros premios

### Trofeo Zamora

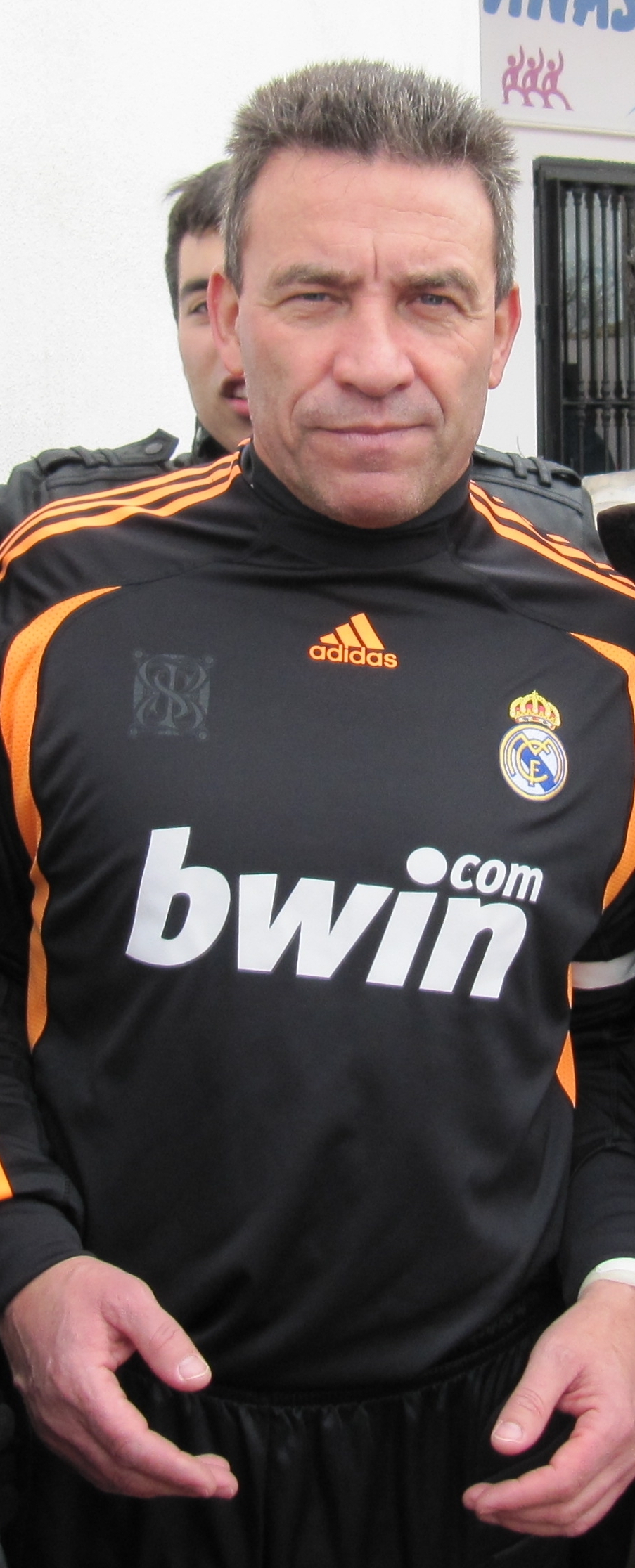
" Paco" Buyo

Paco Buyo, considerado uno de los mejores guardametas de la historia del Real Madrid, logró este año el segundo Trofeo Zamora de su carrera. 
Para optar a este premio del Diario Marca fue necesario disputar 60 minutos en, como mínimo, 28 partidos.
| Pos. | Jugador            | Equipo             | Goles | Partidos | Promedio |
| ---- | ------------------ | ------------------ | ----- | -------- | -------- |
| 1.º  | Francisco Buyo     | Real Madrid        | 27    | 35       | 0,77     |
| 2.º  | Abel Resino        | Atlético de Madrid | 29    | 32       | 0,91     |
| 3.º  | José Luis González | Real Sociedad      | 35    | 36       | 0,97     |
| 4.º  | Andoni Cedrún      | Real Zaragoza      | 37    | 38       | 0,97     |
|      | Andoni Zubizarreta | FC Barcelona       | 37    | 38       | 0,97     |

### Trofeo Guruceta
El asturiano Manuel Díaz Vega se consolidó esta temporada como uno de los mejores colegiados españoles. Además de ser designado mejor árbitro de Primera División por el Comité Técnico de Árbitros de la Real Federación Española de Fútbol, recibió por primera vez el Trofeo Guruceta del Diario Marca.
| Pos. | Árbitro (colegio)            | Puntos | Partidos | Cociente |
| ---- | ---------------------------- | ------ | -------- | -------- |
| 1º   | Manuel Díaz Vega             | 23     | 14       | 1,64     |
| 2.º  | Joaquín Ramos Marcos         | 12     | 8        | 1,50     |
| 3.º  | Juan Antonio Fernández Marín | 19     | 13       | 1,46     |

### Trofeo EFE
José Luis Zalazar sucedió a Rommel Fernández en la segunda edición de este premio al mejor jugador iberoamericano de Primera División. El uruguayo fue el máximo goleador de un Albacete Balompié que luchó por las plazas europeas a pesar de ser debutante en la máxima categoría.
| Pos | Jugador            | Equipo            | Puntos |
| --- | ------------------ | ----------------- | ------ |
| 1º  | José Luis Zalazar  | Albacete Balompié | 111    |
| 2.º | Leonardo de Araujo | Valencia CF       | 97     |
|     | Darío Franco       | Real Zaragoza     | 97     |

### Premios Don Balón
- Mejor equipo:  F. C. Barcelona
- Mejor jugador / Número 1 Ranking Don Balón: Michael Laudrup (FC Barcelona)
- Mejor jugador español:  Agustín Elduayen (Real Burgos)
- Mejor jugador extranjero:  Michael Laudrup (F. C. Barcelona)
- Mejor pasador: Míchel (Real Madrid)
- Mejor promesa: Delfí Geli (Albacete Balompié)
- Mejor veterano: Joaquín Alonso (Sporting)
- Mejor entrenador:  Johan Cruyff (F. C. Barcelona)
- Mejor árbitro:  Raúl García de Loza